# Esqui alpino paralímpico

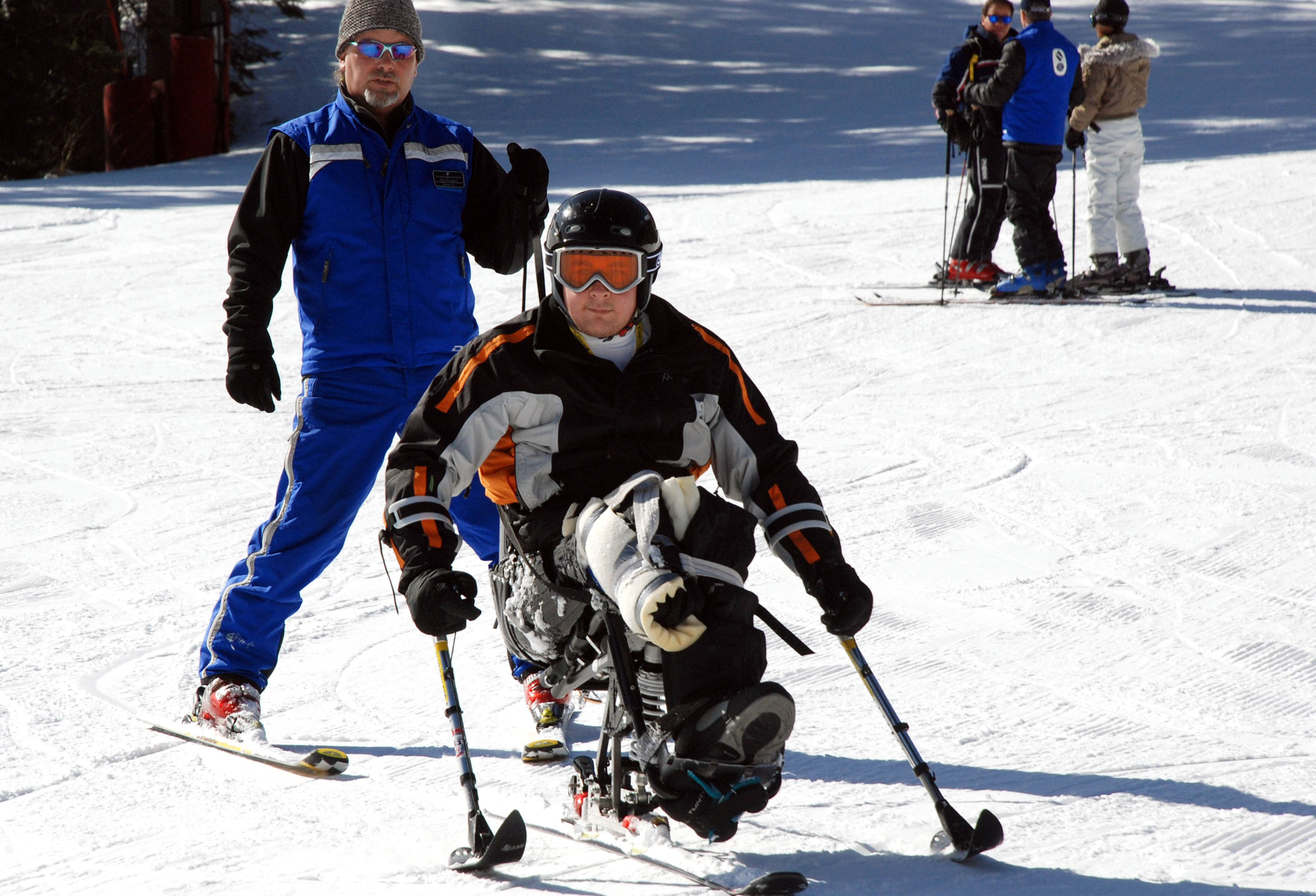
Um veterano esquia no seu mono-esqui em Vail, Colorado.

Esqui alpino paraolímpico é uma adaptação do esqui alpino para atletas com deficiência. O esqui alpino paraolímpico é um dos desportos integrantes dos Jogos Paraolímpicos de Inverno. Este está sob a alçada do Comité Paraolímpico Internacional e sob regras da Federação Internacional de Esqui.
Em adição aos Jogos Paraolímpicos, as corridas de esqui de elite para deficientes incluem os Campeonatos do Mundo de Esqui Alpino para Deficientes (realizada a todos os 4 anos de 1980 a 2004 e a todos os 2 anos a partir de 2009) e o Campeonato Mundial de Esqui Alpino para Deficientes do CPI, um circuito de corrida anual e internacional. Abaixo do nível de Taça do Mundo, as corridas são realizadas no nível Taça Continental. A Taça Europa (ou Europeia) é disputada na Europa, e a Taça Nor-Am na América do Norte; por fim, as corridas de nível sub-Taça do Mundo são também realizadas no Leste Asiático, Austrália, Nova Zelândia, e América do Sul.
Em 1984, corridas slalom grandes para quatro categorias de esquiadores em pé masculinos foram realizadas como desporto de demonstração nas Paraolimpíadas de Inverno. Em 1988 uma categoria para deficientes foi outra vez demonstrada, desta vez para homens e mulheres mas limitadas a "três pistas" (atletas amputados nos joelhos).
Os esquiadores deficientes competem em três categorias medalháveis diferentes: em pé, sentados, e deficientes visuais. Cada um destes grupos está dividido de três a sete classes, algumas das quais subdivididas em duas ou três sub-classes. Dentro de cada uma das 3 classes principais, por vezes são comparadas por significados de "sistema de factor" que tenta colocar os atletas com diferentes deficiências em pé de igualdade com um outro, multiplicando o tempo de cada jogador numa determinada categoria ou sub-classe num número fixo entre zero e um chamado "factor". O resultado é conhecido como o "tempo ajustado", que é o tempo que normalmente aparece na sequência das listas para corridas de esqui para atletas deficientes.
As categorias de deficiências para cada corrida de esqui alpino e nórdico para atletas deficientes são as seguintes:
| Classe   | Descrição                                                                                         | Equipamento típico        |
| -------- | ------------------------------------------------------------------------------------------------- | ------------------------- |
| LW 1     | Amputação de duas pernas abaixo do joelho, paralisia cerebral média ou severa                     | Dois esquis, duas trancas |
| LW 2     | Amputação de uma perna acima do joelho                                                            | Um esqui, duas trancas    |
| LW 3     | Amputação de duas pernas abaixo do joelho, paralisia cerebral ligeira, ou deficiência equivalente | Dois esquis, dois pólos   |
| LW 4     | Amputação de uma perna abaixo do joelho                                                           | Dois esquis, dois pólos   |
| LW 5/7-1 | Amputação dos dois braços abaixo do cotovelo                                                      | Dois esquis, sem pólo     |
| LW 5/7-2 | Amputação dos dois braços abaixo do cotovelo, um acima e um acima do cotovelo                     | Dois esquis, sem pólo     |
| LW 5/7-3 | Amputação dos dois braços abaixo do cotovelo                                                      | Dois esquis, sem pólo     |
| LW 6/8-1 | Amputação de um braço abaixo do cotovelo                                                          | Dois esquis, um pólo      |
| LW 6/8-2 | Amputação de um braço abaixo do cotovelo                                                          | Dois esquis, um pólo      |
| LW 9-1   | Amputação de um braço e uma perna abaixo do joelho ou deficiência equivalente                     | Escolha de equipmento     |
| LW 9-2   | Amputação de um braço e uma perna abaixo do joelho ou deficiência equivalente                     | Escolha de equipmento     |

| Classe  | Descrição                                                                                 |
| ------- | ----------------------------------------------------------------------------------------- |
| LW 10-1 | Paraplegia sem funções acima da zona abdominal e sem equilíbrio sentado funcional         |
| LW 10-2 | Paraplegia com algumas funções acima da zona abdominal e sem equilíbrio sentado funcional |
| LW 11   | Paraplegia com um equilíbrio sentado funcional                                            |
| LW 12-1 | Paraplegia com algumas funções da perna e bom equilíbrio sentado                          |
| LW 12-2 | Amputação das duas pernas abaixo dos joelhos                                              |

| Classe | Descrição                               |
| ------ | --------------------------------------- |
| B1     | Totalmente cegos                        |
| B2     | Parcialmente invisuais de menos de 2/60 |
| B3     | Parcialmente invisuais de 2/60 to 6/60  |